# 大阪府立夕陽丘高等職業技術専門校
大阪府立夕陽丘高等職業技術専門校（おおさかふりつゆうひがおかこうとうしょくぎょうぎじゅつせんもんこう）は、大阪府大阪市天王寺区にある職業能力開発促進法に基づく職業能力開発校である。

## 沿革
- 1949年 大阪府中央公共職業補導所として開校
- 1973年 大阪府立夕陽丘女子高等訓練校と改称
- 2000年 共学化・現校名となる
- 2019年 3月31日をもって閉校した大阪府立芦原高等職業技術専門校にて実施していた訓練科目が移転しリニューアルオープン[1]。

## 訓練科
- 期間1年
  - ワークアシスト科（知的障がいのある方対象）
- 期間6ヶ月
  - ビル設備管理科
  - ビルクリーニング管理科
  - 建築内装CAD科（一人親家庭の父母優先）
  - キャリアチャレンジ科（発達障がいのある方対象）
  - ジョブステップ科（精神障がいのある方対象）

## 過去に存在した学科
- 期間1年
  - 情報処理科（期間1年・07年度にて募集停止）
  - グラフィックデザイン科（期間1年・11年度にて募集停止）
  - 建築内装設計科（期間1年）
- 期間6ヶ月
  - CAD製図科（期間6ヶ月・06年度にて募集停止）
  - 経理ビジネス科（期間6ヶ月・09年度にて募集停止）
  - 医療ビジネス科（期間6ヶ月・09年度にて募集停止）
  - 経理ビジネス科（母子家庭の母親を対象）
  - 会計実務科（母子家庭の母親を対象）
  - 開業支援科（08年4月新設・45歳以上を対象）
  - ITプロモート科（09年新設・34歳以下を対象）
  - ショップマネジメント科（11年新設・39歳以下を対象）
  - 総務ビジネス科（11年新設・40歳以上を対象）

## 所在地
- 〒543-0002 大阪府大阪市天王寺区上汐4丁目4-1
- 電話　06-6776-9900

最寄り駅は、天王寺駅（JR西日本・Osaka Metro）または四天王寺前夕陽ヶ丘駅（Osaka Metro谷町線 ）